# Velké Přítočno
Velké Přítočno är en ort i Tjeckien.   Den ligger i regionen Mellersta Böhmen, i den centrala delen av landet, 21 km väster om huvudstaden Prag. Velké Přítočno ligger 389 meter över havet och antalet invånare är 829.
Terrängen runt Velké Přítočno är platt. Runt Velké Přítočno är det ganska tätbefolkat, med 108 invånare per kvadratkilometer. Närmaste större samhälle är Kladno, 3,9 km nordväst om Velké Přítočno. Trakten runt Velké Přítočno består till största delen av jordbruksmark.